# Gaetano Arangio-Ruiz
Gaetano Arangio-Ruiz (Milano, 10 luglio 1919 – Roma, 29 settembre 2022) è stato un giurista internazionalista italiano.

## Biografia
Discendente di una famiglia con illustri tradizioni giuridiche, era nipote di Gaetano Arangio-Ruiz (1857-1936). Professore di diritto internazionale all'Università di Roma, fu nominato relatore speciale per il Progetto sulla responsabilità internazionale degli Stati dal 1985 al 1996 presso la Commissione del diritto internazionale delle Nazioni Unite, contribuendo in maniera significativa ai tentativi di codificazione della materia. La Commissione approvò il testo del Progetto in prima lettura nel 1996, per poi rivederlo nei cinque anni successivi ed approvarlo in seconda lettura nel 2001.

## Posizioni dottrinali
In diverse branche del diritto internazionale Arangio-Ruiz si distingue spesso dalla dottrina maggioritaria. Ciò è dovuto, in ultima istanza, alla sua concezione dello Stato come soggetto di diritto internazionale, che viene da lui recisamente distinto dallo Stato come persona giuridica di diritto interno.
- Lo Stato nel diritto internazionale
- Differenza fra diritto internazionale e diritto interindividuale
- Formazione delle norme
- Regime della responsabilità
- Regolamento delle controversie internazionali